# 天主教奥斯汀教区
天主教奧斯汀教區（拉丁語：Dioecesis Austiniensis）是羅馬天主教一個教區，屬加爾維斯頓-休斯敦總教區。成立於1947年11月15日。
教區包括美國得克薩斯州中部廿五縣，教座位於州府奧斯汀。2006年有教友422,006人，佔轄區總人口17.6%。教區下125個堂區，209名司鐸。現任教區主教為若瑟·德望·巴斯克斯。